# Jonathan Bolingi
Jonathan Bolingi Mpangi Merikani (* 30. Juni 1994 in Kinshasa) ist ein kongolesischer Fußballspieler.

## Karriere

### Verein
Jonathan Bolingi erlernte das Fußballspielen in der Jugendmannschaft vom CS Don Bosco in Lubumbashi. Seinen ersten Profivertrag unterschrieb er am 1. August 2013 im südafrikanischen Johannesburg beim Jomo Cosmos. Nach einem Jahr kehrte er in seine Heimat zurück, wo er einen Vertrag beim Tout Puissant Mazembe in Lubumbashi unterschrieb. 2015 gewann er mit dem Verein die CAF Champions League. Hier konnte man sich im Endspiel gegen den algerischen Vertreter USM Algier durchsetzen. 2016 feierte er mit dem Klub die kongolesische Meisterschaft. Im gleichen Jahr gewann er mit Mazembe den CAF Confederation Cup und den CAF Super Cup. Von Januar 2017 bis Juni 2017 wurde er an den belgischen Verein Standard Lüttich ausgeliehen. Mit dem Verein aus Lüttich spielte er in der ersten Liga des Landes, der Division 1A. Für Lüttich stand er dreimal auf dem Spielfeld. Nach Ende der Ausleihe wurde er am 1. Juli 2017 von Lüttich fest unter Vertrag genommen. Am 6. Juli 2017 wechselte er auf Leihbasis zum Ligakonkurrenten Royal Mouscron. Für den Verein aus Mouscron absolvierte er 26 Erstligaspiele. Für eine Ablösesumme von 750.000 Euro wechselte er am 1. Juli 2018 zum ebenfalls in der ersten Liga spielenden Royal Antwerpen. Die Saison 2019/20 wurde er an den Erstligisten KAS Eupen nach Eupen ausgeliehen. 18-mal stand er für Eupen in der ersten Liga auf dem Spielfeld. Von September 2020 bis Januar 2021 spielte er auf Leihbasis beim türkischen Erstligisten MKE Ankaragücü. 14-mal stand er für den Verein aus der Hauptstadt Ankara auf dem Spielfeld. Direkt im Anschluss wurde er an den Schweizer Erstligisten FC Lausanne-Sport nach Lausanne ausgeliehen. Nach 16 Erstligaspielen für Lausanne kehrte er Ende Juni 2021 zu Royal Antwerpen zurück. In der Saison 2021/22 bestritt er keine Spiele für Antwerpen.
Ende 2021 zog es ihn nach Asien. Hier unterschrieb er in Thailand einen Vertrag beim Erstligisten Buriram United. Am Ende der Saison 2021/22 feierte er mit Buriram die thailändische Meisterschaft. Am 22. Mai 2022 stand er mit Buriram gegen den Erstligisten Nakhon Ratchasima FC im Finale des FA Cup. In der 115. Minute schoss er den Siegtreffer. Eine Woche später stand er mit dem Verein im Finale des Thai League Cup, wo man den Erstligisten PT Prachuap FC mit 4:0 besiegte. Hier schoss er die Tore zum 1:0 und 2:0. Am 20. Mai 2023 stand er mit Buriram im Endspiel des Thai League Cup. Das Finale wurde mit 2:0 gegen den Erstligisten BG Pathum United FC gewonnen. Im gleichen Monat, am 28. Mai, gewann er mit Buriram den thailändischen Pokal. Das Finale, in dem er zwei Tore erzielte, gewann man gegen Bangkok United mit 2:0. Nach der erfolgreichen Zeit bei Buriram wurde sein Vertrag im Sommer 2023 nicht verlängert. Ende Juli 2023 ging er wieder nach Europa, wo er in Serbien einen Vertrag beim Erstligisten FK Vojvodina in Novi Sad unterschrieb. Im Oktober 2023 musste er seine Karriere nach einem Kollabieren seiner Lunge unterbrechen. Nach zwei Spielzeiten kehrte er im Sommer 2025 nach Thailand zurück. Hier unterschrieb er in Chonburi einen Vertrag beim Erstligaaufsteiger Chonburi FC.

### Nationalmannschaft
Jonathan Bolingi spielt seit 2014 in der Nationalmannschaft der DR Kongo. Sein Debüt in der Nationalmannschaft gab er am 15. Oktober 2014 in einen Qualifikationsspiel zum Afrika-Cup gegen die Elfenbeinküste. Hier wurde er in der 61. Minute für Junior Kabananga eingewechselt. Bisher absolvierte er 32 Partien und erziele dabei acht Treffer.

## Erfolge
Tout Puissant Mazembe
- Linafoot: 2016
- CAF Champions League: 2015
- CAF Confederation Cup: 2016
- CAF Super Cup: 2016

Buriram United
- Thailändischer Meister: 2021/22, 2022/23
- Thailändischer Pokalsieger: 2021/22, 2022/23
- Thailändischer Ligapokalsieger: 2021/22, 2022/23